# Río Chirripó Atlántico
El río Chirripó o Duchí (nombre que recibe en idioma cabécar) es un río ubicado en Costa Rica, entre las provincias de Cartago y Limón, perteneciente a la Vertiente del Caribe costarricense. No debe confundirse con el río Chirripó Norte, que nace en Sarapiquí, la provincia de Heredia, y también pertenece a la vertiente caribeña, ni con el río Chirripó Pacífico que desemboca en el océano Pacífico.

## Descripción

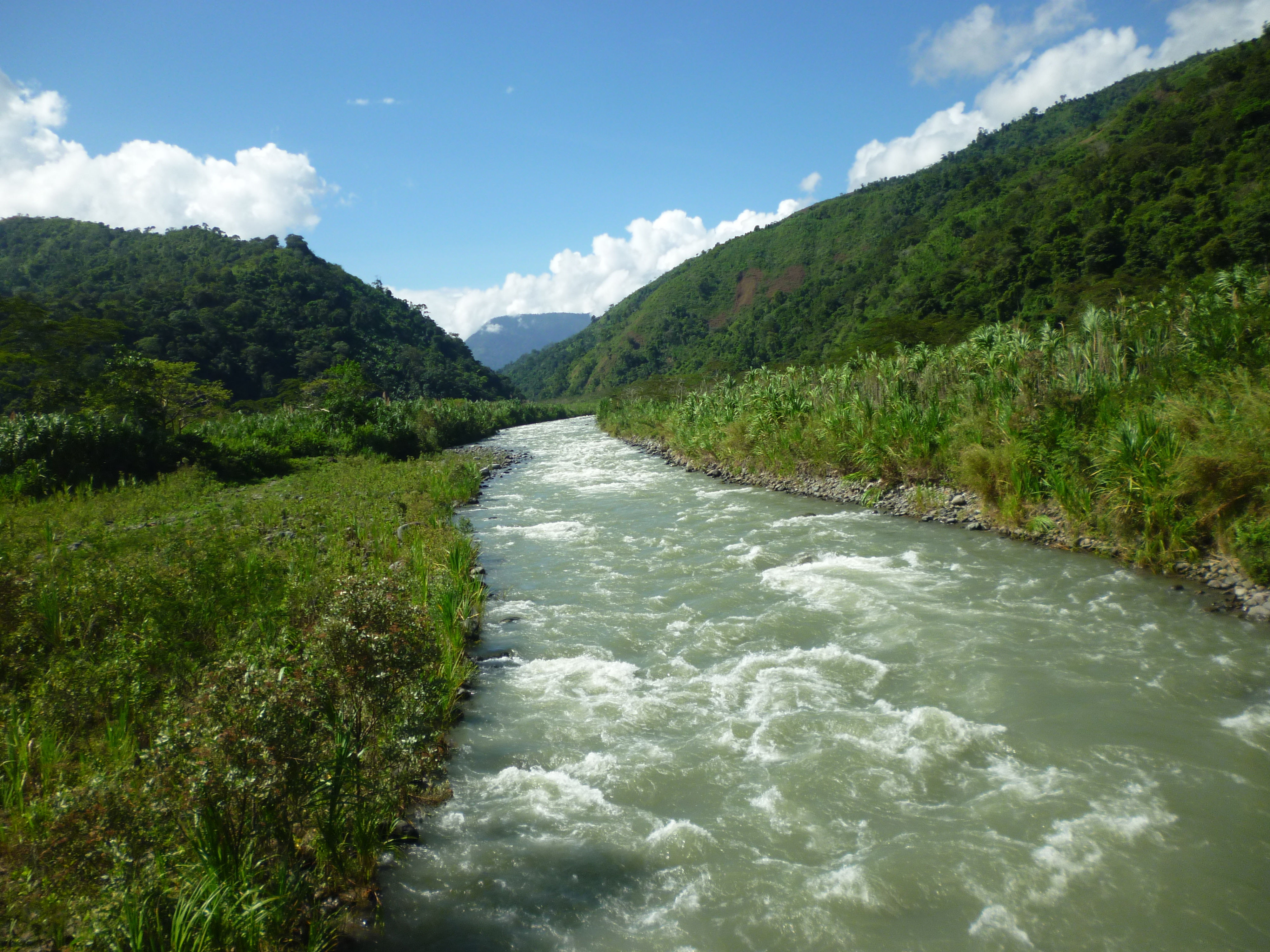
Río Chirripó justo antes de la desembocadura del Ñá̱rí.

Este río sirve de frontera entre las provincias de Cartago y Limón. Discurre de suroeste a noroeste. Se trata de un río muy dinámico que ha cambiado la dirección de su cauce varias veces en las últimas décadas. Su cuenca principal presenta una extensión de 1415,6 km². Se caracteriza por poseer procesos de erosión y sedimentación muy pronunciados. Su geomorfología es muy variada y su pendiente entre fuerte a moderada.
Nace dentro del macizo Chirripó dentro de la actual reserva de la biosfera La Amistad. Sus principales afluentes son los siguientes: Boyéi, Shikiárí, Ñá̱rí, Coén, río Peje, río Zent, Quebrada Azul y río Barbilla. Al unirse al río Barbilla, da origen al río Matina, que desemboca en el mar Caribe.
En la parte alta, el relieve es muy quebrado. Es menos abrupto conforme desciende hacia la costa, donde forma una abanico aluvial con el río Zent. La cuenca se caracteriza por presentar rocas de origen sedimentario e ígneo.
En la parte superior, el clima es muy húmedo, templado sin déficit de agua. La precipitación anual oscila entre los 2550 y 5680 mm. La temperatura oscila entre los 15° y 18° y no tiene una estación seca definida. Conforme se desciende, el clima varía a húmedo caliente con déficit pequeño de agua. La precipitación promedio es de 2840 a 6260 mm y la temperatura oscila entre 18° y 22°. Más abajo de la cuenca, la temperatura sube un poco y se puede identificar una pequeña estación seca entre los meses de febrero y abril.
Con respecto a los suelos, la cuenca del Chirripó Atlántico presenta suelos tipo ultisoles. Son suelos rojizos, profundos, arcillosos, asociados a suelos inceptisoles, de color pardo poco desarrollados, poco permeables, que facilitan las inundaciones y de vocación forestal principalmente. De hecho, el 80% de la zona se mantiene con cobertura boscosa, combinada con repastos y áreas de cultivo dispersas alrededor de ranchos y casa de indígenas, quienes mantienen, en cierta medida, su ancestral agricultura itinerante de subsistencia. En la cuenca media, ya fuera del territorio indígena, se ubican fincas grandes y medianas dedicadas a la ganadería y el cultivo de cacao, banano y plátano.
A lo largo de su cuenca alta, habitan indígenas cabécares distribuidos en dos territorios diferentes: Alto Chirripó y Bajo Chirripó.
- Datos: Q5102010
- Multimedia: Río Chirripó Atlántico / Q5102010